# Коленсо, Уильям
Уильям Коленсо (англ. William Colenso или англ. John William Colenso, 17 ноября 1811 — 10 февраля 1899) — британский и новозеландский ботаник, миколог, натуралист (естествоиспытатель), печатник, миссионер и политик.

## Биография
Уильям Коленсо родился в Пензансе 17 ноября 1811 года. Он был крещён 13 декабря 1811 года.
Коленсо получил образование в частном порядке и в возрасте 15 лет поступил учеником к местному печатнику. 30 декабря 1834 года Уильям прибыл в Новую Зеландию и сразу же создал свою типографию. Он внёс значительный вклад в ботанику, описав множество видов растений.
Уильям Коленсо умер 10 февраля 1899 года.

## Научная деятельность
Уильям Коленсо специализировался на папоротниковидных, мохообразных, семенных растениях и на микологии.
В 1836 году обнаружил Тамильский колокол.

## Публикации
- William Colenso. The Authentic and Genuine History of the Signing of the Treaty of Waitangi. Government Printer, 1890[9].